# Anatolij Pietrow (wiceadmirał)
Anatolij Nikołajewicz Pietrow (Анатолий Николаевич Петров) (ur. 26 sierpnia?/8 września 1903 w Sankt Petersburgu, zam. 23 stycznia 1980 w Leningradzie) – radziecki oficer marynarki wojennej, wiceadmirał 

## Życiorys
W 1921 roku wstąpił do Szkoły Marynarki Wojennej, która ukończył w 1925 roku. Po ukończeniu szkoły został nawigatorem na niszczycielu „Stalin” Sił Morskich Morza Bałtyckiego Armii Czerwonej, stanowisku to pełnił do grudnia 1926 roku. Następnie został słuchaczem klasy nawigatorskiej specjalnego kursu dowódczego Sił Morskich Armii Czerwonej, który ukończył w listopadzie 1927 roku. Po ukończeniu kursu wrócił na stanowisko nawigatora niszczyciela „Stalin”, na tym stanowisku pozostawał do stycznia 1929 roku. Następnie został starszym nawigatorem na krążowniku „Profintern” i stanowisko to pełnił do października 1930 roku. 
W paździerzu 1930 roku został pomocnikiem szefa wydziału wyszkolenia bojowego sztabu Sił Morskich Morza Czarnego i funkcję tę pełnił do marca 1931 roku, kiedy został starszym nawigatorem krążownika „Krasnyj Kawkaz” i pełnił to stanowiska do sierpnia 1932 roku. Następnie został głównym nawigatorem Brygady Krążowników Floty Czarnomorskiej do kwietnia 1935 roku. Po czym został głównym nawigatorem sztabu Brygady Okrętów Liniowych Floty Bałtyckiej i pełnił je do czasu rozformowania brygady w kwietniu 1936 roku. Został wtedy dowódcą niszczyciela „Wojkow”, choć faktycznie nim nie dowodził, gdyż od grudnia 1936 do marca 1937 roku był słuchaczem kursu dowódców niszczycieli przy Wojskową Akademię Morską Robotniczo-Chłopskiej Czerwonej Marynarki Wojennej im. K. Woroszyłowa.
Po ukończeniu kursu został skierowany na budowanego dla Floty Oceanu Spokojnego lidera „Kijów”, gdzie pełnił stanowisko dowódcy do marca 1938 roku. Następnie powrócił do Floty Bałtyckiej, gdzie kolejno pełnił funkcję dowódcy: lidera „Leningrad” (marzec-czerwiec 1938), pancernika „Sowietskij Sojuz” (czerwiec 1938 – lipiec 1939) i krążownika „Maksym Gorki” (lipiec 1939 – listopad 1941). W tym czasie uczestniczył w wojnie radziecko-fińskiej.
Po ataku Niemiec na ZSRR pozostawał na stanowisku dowódcy krążownika „Maksym Gorki”, brał udział w stawianiu zagrody minowej na Zat. Fińskiej, a potem w odparciu szturmu wojsk niemieckich na Leningrad. 
W listopadzie 1941 roku został szefem oddziału operacyjnego sztabu Floty Bałtyckiej i funkcję tę sprawował do grudnia 1943 roku. W tym czasie od lutego do marca 1943 roku był jednocześnie szefem sztabu Floty Bałtyckiej. Od grudnia 1943 roku pełnił obowiązki a od lutego 1944 roku został szefem sztabu Floty Bałtyckiej. Stanowisko to pełnił do kwietnia 1945 roku. W kwietniu 1945 roku został przewodniczącym Międzysojuszniczej Komisji Kontroli w Finlandii i stanowisko to pełnił do lipca 1946 roku.
Po zakończeniu wojny i zakończeniu misji w Finlandii został dowódcą Kronsztackiego Rejonu Obrony Floty Bałtyckiej i pełnił ja do kwietnia 1947 roku. W kwietniu 1947 roku został szefem sztabu 8 Floty Wojennej, utworzonej w wyniku podziały Floty Bałtyckiej, a w styczniu 1948 roku został pierwszym zastępcą dowódcy i jednocześnie nadal pełnił funkcję szefa sztabu 8 Floty Wojennej i funkcję te pełnił do września 1951 roku. Następnie został dowódcą tyłowej Leningradzkiej Bazy Morskiej i pełnił tę funkcję do lipca 1952 roku. Następnie został skierowany do Akademię Marynarki Wojennej Budowy Okrętów i Uzbrojenia gdzie był kolejno: zastępca komendanta do spraw wyszkolenia bojowego (lipiec 1952 – wrzesień 1953), komendantem akademii (wrzesień 1953 – styczeń 1956), zastępcą komendanta do spraw badawczych (styczeń 1956 – grudzień 1959). W styczniu 1960 roku przeniesiony do rezerwy.
Po przeniesieniu do rezerwy zamieszkał w Leningradzie, gdzie zmarł  i został pochowany na cmentarzu Serafimowskie.

## Awanse
- kontradmirał (Контр-адмирал) (22.01.1944, rozkaz nr 82)
- wiceadmirał (Вице-адмирал) (27.01.1951, rozkaz nr 257)

## Odznaczenia
- Order Lenina (1946)
- Order Czerwonego Sztandaru (czterokrotnie – 1942[1][2], 25.11.1947, 1951)
- Order Uszakowa II st. (24.05.1945[3])
- Order Wojny Ojczyźnianej I st. (22.02.1944[4]
- Order Czerwonej Gwiazdy (1938[1])
- Medal „Za zwycięstwo nad Niemcami w Wielkiej Wojnie Ojczyźnianej 1941–1945”
- Medal „Za obronę Leningradu” (1943[1])
- Medal jubileuszowy „Dwudziestolecia zwycięstwa w Wielkiej Wojnie Ojczyźnianej 1941–1945”
- Medal jubileuszowy „Trzydziestolecia zwycięstwa w Wielkiej Wojnie Ojczyźnianej 1941–1945”
- Medal „Weteran Sił Zbrojnych ZSRR”
- Medal jubileuszowy „30 lat Armii Radzieckiej i Floty”
- Medal jubileuszowy „40 lat Sił Zbrojnych ZSRR”
- Medal jubileuszowy „50 lat Sił Zbrojnych ZSRR”
- Medal jubileuszowy „60 lat Sił Zbrojnych ZSRR”
- Medal „W upamiętnieniu 250-lecia Leningradu”
- Komandor Orderu Imperium Brytyjskiego (maj 1944[5])